# Hind Turret
Der Hind Turret (englisch für Hinteres Türmchen) ist ein Berggipfel im ostantarktischen Viktorialand. In der Asgard Range des Transantarktischen Gebirges ragt er auf der Südseite des Obelisk Mountain auf. 
Die deskriptive Benennung erfolgte auf gemeinsamen Beschluss des Advisory Committee on Antarctic Names und des New Zealand Antarctic Place-Names Committee im Jahr 1976.